# Norwegische Nordmeerexpedition

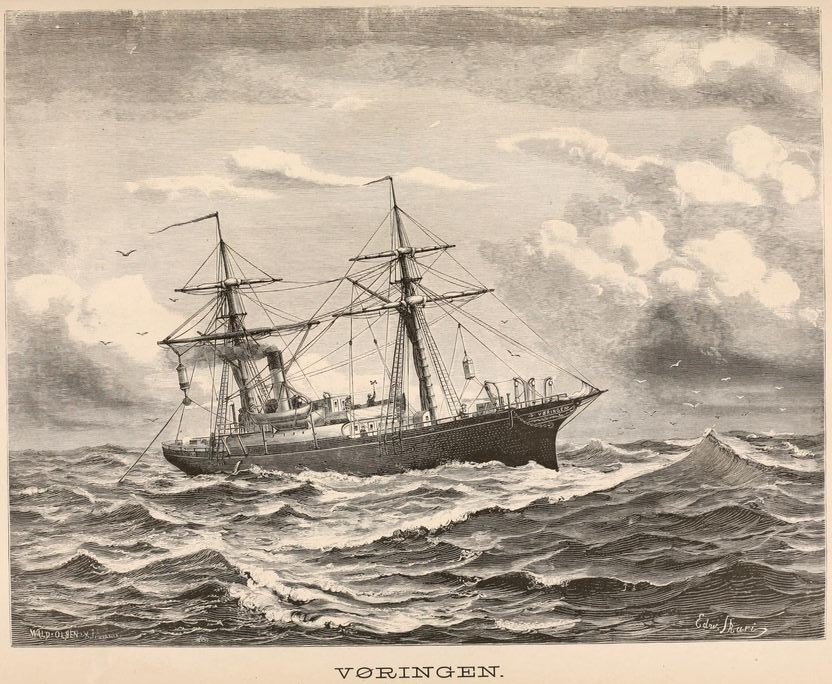
Das Expeditionsschiff Vøringen

Die Norwegische Nordmeerexpedition (auch Vøringen-Expedition) war eine ozeanographische Forschungsexpedition mit dem Dampfschiff Vøringen in den Sommermonaten der Jahre 1876 bis 1878. Das untersuchte Meeresgebiet umfasste das gesamte Europäische Nordmeer sowie Teile der östlichen Grönlandsee vor Spitzbergen und der westlichen Barentssee. Neben der umfassenden Erforschung dieses Meeresgebiets, insbesondere auch im Dienste der Fischereiwirtschaft, verfolgte Norwegen auch das Ziel, seinen Anspruch auf dessen wirtschaftliche Nutzung zu untermauern. Die Expedition steht am Beginn der norwegischen Expansionspolitik, die zur Annexion von arktischen Gebieten wie Spitzbergen (1925), Jan Mayen (1930) und Teilen Grönlands („Eirik Raudes Land“, 1931–1933; Fridtjof Nansens Land, 1932–1933) führte.

## Historisches Umfeld
Der Ozean und seine ökonomischen Ressourcen waren für die Bewohner Norwegens seit jeher von fundamentaler Bedeutung. Nur dank des Golfstroms besitzt das Land ein für seine geographische Breite mildes Klima. Seit dem Mittelalter war Fisch das wichtigste Exportgut des Landes. Die jährlichen Fangerträge schwankten aber stark. So war z. B. 1860 der seit dem 12. Jahrhundert betriebene Fang von Kabeljau im Vestfjord eingebrochen. Während der kalten 1870er Jahre ging neben den Ernteerträgen der Landwirtschaft auch der Heringsfang zurück, was zu einer Auswanderungswelle in die Neue Welt führte. Trotz des gravierenden Einflusses des Europäischen Nordmeers auf das Gedeihen der norwegischen Gesellschaft war es bis in die zweite Hälfte des 19. Jahrhunderts fast gänzlich unerforscht. Allenfalls seine Ränder waren wissenschaftlich untersucht. Michael Sars, ein Pfarrer und Zoologe, hatte mehrere Abhandlungen über die Meeresfauna vor Norwegens Küsten geschrieben. Er hatte durch Dredschzüge in norwegischen Fjorden bewiesen, dass auch in Tiefen, die vom Sonnenlicht nicht mehr erreicht werden, noch tierisches Leben existiert. Dadurch angeregt hatte der Brite Charles Wyville Thomson mit den Schiffen Lightning (1868) und Porcupine (1869 und 1870) die ersten Tiefsee-Dredschzüge im Atlantik und im Mittelmeer ausgeführt. 1872 war er mit der Challenger zu einer groß angelegten Tiefseeexpedition aufgebrochen, die ihn innerhalb von vier Jahren um die Welt führte.

## Vorbereitung

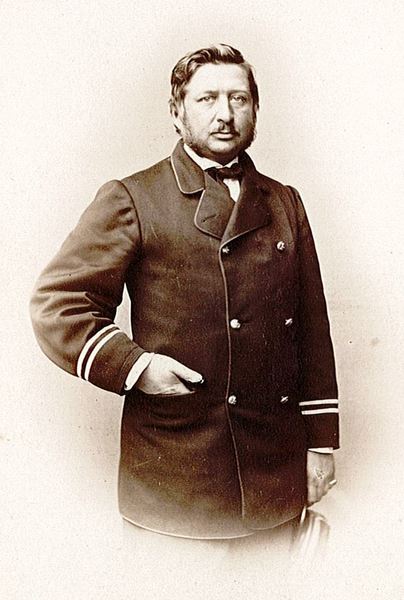
Kapitän Carl Fredrik Wille

Am 19. März 1874 wandten sich der Meteorologe und Ozeanograph Henrik Mohn und Michael Sars’ Sohn, der Zoologe Georg Ossian Sars, mit einem Memorandum an die norwegische Regierung. Sie führten darin aus, wie wenig die Wissenschaft über das vor der norwegischen Küste liegende Europäische Nordmeer wisse, obwohl dieses von großer Bedeutung für das Klima in Norwegen und vor allem für die Fischwanderung in den norwegischen Küstengewässern sei. Sie schlugen deshalb eine maritime Expedition vor, die in den Sommermonaten dreier aufeinander folgender Jahre an systematisch ausgewählten Messstationen die Tiefe, Temperatur, chemische Zusammensetzung des Meerwassers, vorherrschende Strömungen an der Oberfläche und in der Tiefe, die Geologie des Meeresbodens, meteorologische und magnetische Phänomene sowie die vorkommenden Tiere und Pflanzen erfassen sollte.
Die Initiative fiel in der norwegischen Gesellschaft auf fruchtbaren Boden. Die Politik sah in der Expedition eine Möglichkeit, abzustecken, was als norwegische Hoheitsgewässer angesehen wurde. Unterstützung kam auch von der Fischereiwirtschaft und den wissenschaftlichen Organisationen.
Die Kosten für die Expedition inklusive denen für den Bau eines Forschungsschiffes wurden auf 61.500 Speciedaler geschätzt. Das norwegische Parlament, der Storting, bewilligte zunächst lediglich 20.000 Speciedaler, und beschloss, dass ein Schiff saisonal zu chartern sei. 1876 wurden aber weitere 14.500 Speciedaler freigegeben und 1877 noch einmal 28.327, so dass die ursprünglich geschätzte Summe sogar geringfügig überschritten wurde. Als Kapitän wurde Carl Fredrik Wille (1830–1913) bestimmt, der Erfahrungen mit Tiefenlotungen besaß. Dieser reiste sofort nach England, um sich von Kapitän George Nares beraten zu lassen, der die Challenger während ihres ersten Reisejahrs befehligt hatte und unmittelbar vor der Abreise zu seiner Nordpol-Expedition mit den Schiffen Discovery und der Alert stand. Auf der Suche nach einem Expeditionsschiff fiel die Wahl im Dezember 1875 auf die Vøringen, ein 1861 gebautes Dampfschiff der Reederei Brunchorst & Dekke, das seinen Heimathafen in Bergen hatte. Die Vøringen wurde im Frühjahr 1876 mit einer Dampfwinde zum Heraufziehen der Dredsche nachgerüstet und erhielt – wie die Challenger – eine Lotmaschine nach Baillie zur Bestimmung der Meerestiefe.
Das wissenschaftliche Personal der Expedition bestand neben den beiden Expeditionsleitern Henrik Mohn und Georg Ossian Sars aus dem Arzt und Zoologen Daniel Cornelius Danielssen, Direktor des Bergen Museums und „Vater der Lepraforschung“, dem Geschäftsmann und Zoologen Herman Friele, der ebenfalls mit dem Museum verbunden war, sowie wechselnden Chemikern: 1876 S. M. Svendsen, 1877 und 1878 David Hercules Tornøe (1856–1907) und 1878 Ludvig Henrik Benjamin Schmelck (1857–1916). Außerdem nahm der deutsche Landschaftsmaler Franz Wilhelm Schiertz an der Reise teil.

## Verlauf

### 1876

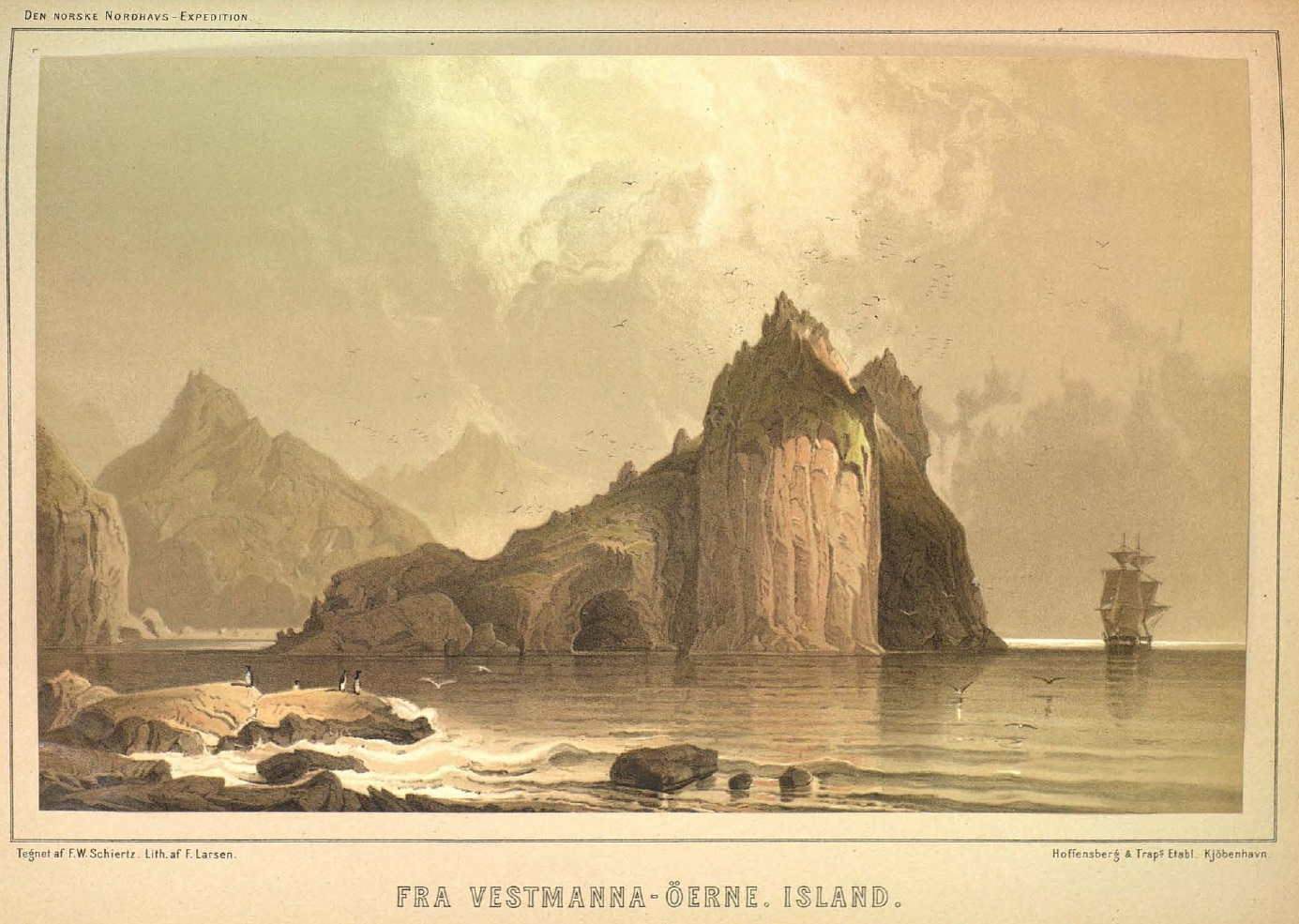
F. W. Schiertz: Die Vøringen an den Westmännerinseln, Island

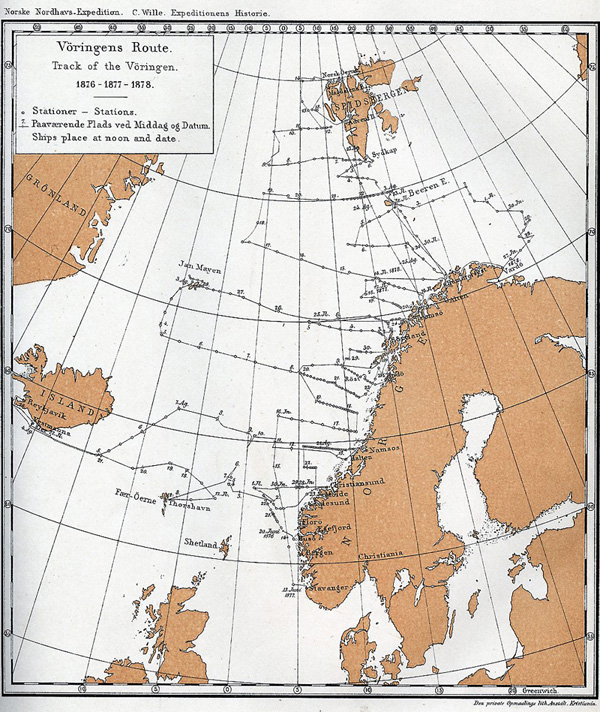
Route der Vøringen

Am 1. Juni 1876 verließ die Vøringen mit der Expeditionsmannschaft an Bord den Hafen von Bergen und nahm nördlichen Kurs auf den Sognefjord. Beim ersten Dredschversuch am Ausgang des Esefjords ging die Dredsche verloren. Auch der zweite Versuch misslang, da das Schiff zu schnell fuhr und das Schleppnetz vom Grund abhob. Vom 10. bis 19. Juni blieb die Expedition auf der Insel Husøy an der Mündung des Sognefjords und nahm Messungen des Erdmagnetfelds vor. Dann ging es für ein paar Tage unter regelmäßigem Loten und Dredschen hinaus auf See, bis am 23. Juni Kristiansund angelaufen und Kohle gebunkert wurde. Auf dem Weg nach Westen geriet die Vøringen in ihren ersten Sturm. Teile des Schanzkleids wurden von der schweren See weggerissen und mussten in Tórshavn auf den Färöer-Inseln ersetzt werden. Während der Reparaturarbeiten vom 8. bis 15. Juli unternahmen die Wissenschaftler biologische und mineralogische Exkursionen an Land. Bei weiterhin stürmischem Wetter, das es nicht immer erlaubte, ein Schleppnetz auszubringen, ging es nun in Richtung der Island südlich vorgelagerten Westmännerinseln, wo das Schiff einige Tage im Schutze der Insel Heimaey vor Anker liegen musste. Am 26. Juli fuhr die Vøringen in den Hafen von Reykjavík ein, wo sie vom mittlerweile sechsten Sturm bis zum Ende des Monats festgehalten wurde. Kapitän Wille nutzte die Zeit für magnetische Messungen und die Wissenschaftler für einen Ausflug nach Þingvellir. Nachdem ein Leck im Dampfkessel notdürftig repariert worden war, legte das Schiff am 3. August wieder ab. Der Plan, Island zu umrunden, wurde wegen der inzwischen relativ weit fortgeschrittenen Saison aufgegeben, und die Vøringen verließ die Insel entlang ihrer Südküste, bog dann nach Nordost ab und überquerte den 65. Breitengrad. Am 8. August wurde mit 3403 m die größte Tiefe des Jahres 1876 gemessen. Bei Halten wurde die norwegische Küste wieder erreicht und am 14. August war man in Namsos, wo das Schiff sechs Tage blieb, die für magnetische Messungen genutzt wurden. Am 26. August lief die Vøringen wieder in den Hafen von Bergen ein.

### 1877

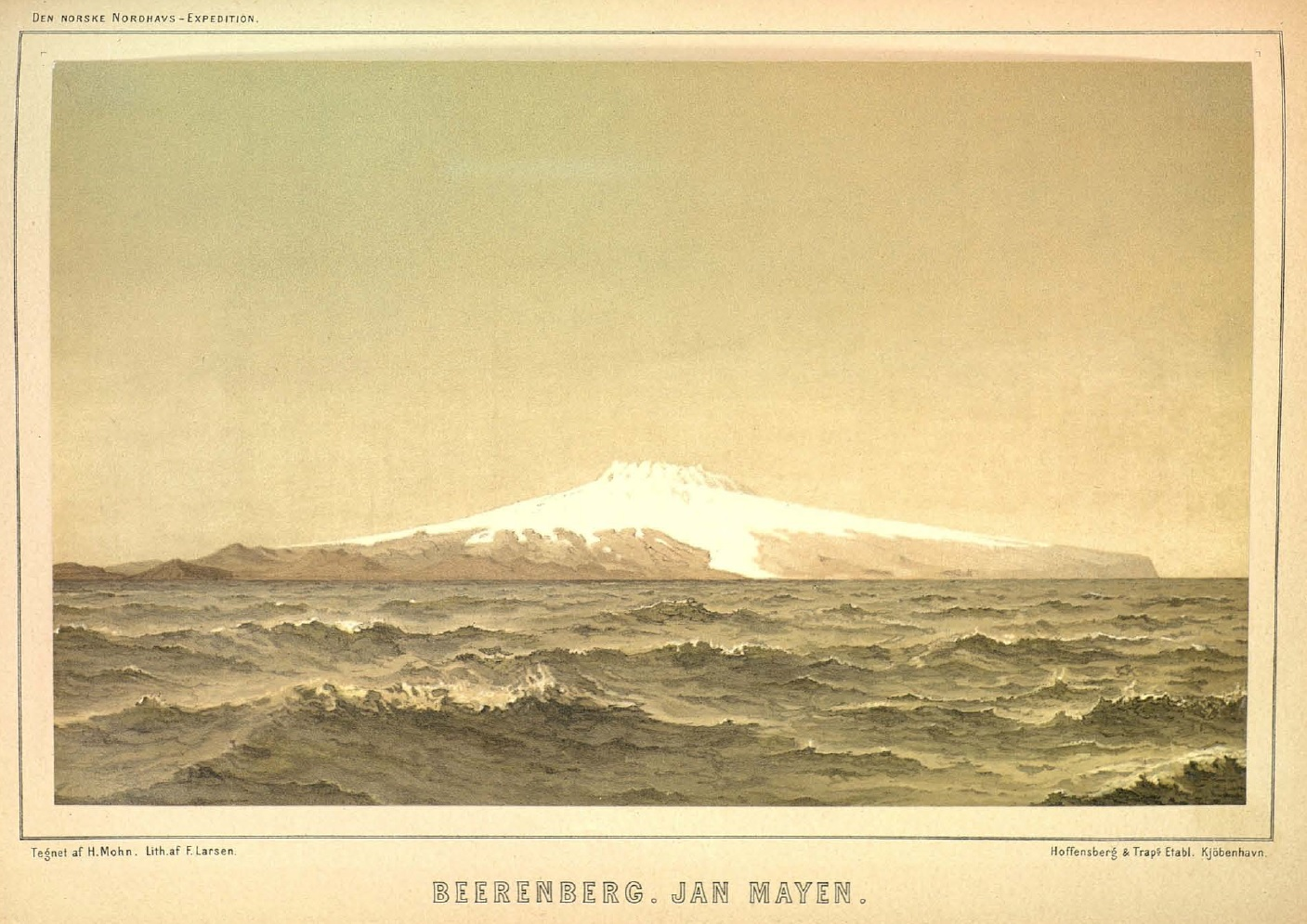
H. Mohn: Beerenberg, Jan Mayen

Den Platz des gesundheitlich angeschlagenen S. M. Svendsen nahm 1877 der Chemiker David Hercules Tornøe ein, der von Peter Waage kurzfristig auf seine Aufgabe vorbereitet worden war. Technische Probleme am Schiff verzögerten die Abfahrt, sodass Bergen erst am 12. Juni verlassen werden konnte. Vom 16. bis 22. Juni wurden drei Tiefenprofile des norwegischen Festlandsockels zwischen dem 65. und dem 68. Breitengrad vermessen. Nach einer Reihe von Temperaturmessungen im Vestfjord lief die Vøringen Bodø an, wo frische Lebensmittel an Bord gebracht und die Chronometer justiert wurden. Am 25. Juni fuhr das Schiff über den Vestfjord zur Insel Røst, um erneut magnetische Messungen vorzunehmen. Vom 28. Juni an erfasste die Expedition fünf weitere Profile westlich der Lofoten und erreichte am 8. Juli Tromsø. Kapitän Wille ließ die Dampfkessel reinigen und untersuchen und nahm Kohle und Wasser an Bord. Inzwischen fischten die Zoologen mit verschiedenen Netzen vom Boot aus. Am 14. Juli fuhr die Vøringen – zwei kranke Expeditionsmitglieder zurücklassend – durch den Ullsfjord in dessen Seitenarm Kjosen und anschließend an Fugløya vorbei in die offenen See. Nördlich des Malangsfjords wurden die nächsten zwei Profile aus insgesamt 18 Tiefenlotungen bestimmt. Dreimal wurde die Dredsche über den Meeresgrund gezogen. Für den 20. bis 24. Juli kehrte die Expedition noch einmal nach Tromsø zurück, nahm die inzwischen gesundeten Teilnehmer sowie Proviant an Bord und stach wieder in See. Mit voller Kraft dampfte die Vøringen gen Westen, bis am 28. Juli die Insel Jan Mayen aus dem dichten Nebel auftauchte. Unterwegs war eine Meerestiefe von 3200 m gemessen worden. Da die Wellen sich an der Ostseite der Insel brachen, umfuhr Kapitän Wille die Insel nördlich und ankerte in der Maria-Musch-Bucht. Am Morgen des nächsten Tages gingen die Wissenschaftler an Land, um geologische, botanische und zoologische Arbeiten zu verrichten. Neben einigen Seevögeln wurden drei Polarfüchse geschossen. Am 30. Juli wurde die Dredsche über den Boden der Bucht gezogen, als der Wind auffrischte und es sicherer schien, wieder auf die Ostseite der Insel zurückzukehren. Zum neuen Ankerplatz wurde die Treibholzbucht (norw. Rekvedbukta) nahe Eggøya erwählt. Am 1. August zeigte sich erstmals der 2277 m hohe Beerenberg, der bis dahin von Nebel und Wolken verdeckt gewesen war. An den nächsten Tagen war eine weitere Landung auf Jan Mayen aufgrund der unruhigen See nicht möglich. Das Programm beschränkte sich deshalb auf Tiefen- und Temperaturmessungen sowie Dredschzüge. Am 3. August verließ die Vøringen Jan Mayen in südlicher Richtung und schwenkte zwei Tage später etwa auf halbem Weg zwischen der Insel und Island nach Osten. Am 7. August wurde bei 68° 21′ N und 2° 5′ W die größte während der gesamten Expedition gemessenen Tiefe (3667 m) festgestellt. Am 10. August dampfte die Vøringen mit dem Mahlstrom wieder in den Vestfjord. Nachdem die Dampfkessel einer Inspektion unterzogen waren, fuhr das Schiff für drei Tage in den Skjerstadfjord, wo ein Dredschzug einen besonders reichen Fang erbrachte. Am 18. August nahm die Vøringen wieder Kurs auf Bergen, das am 23. erreicht wurde.

### 1878

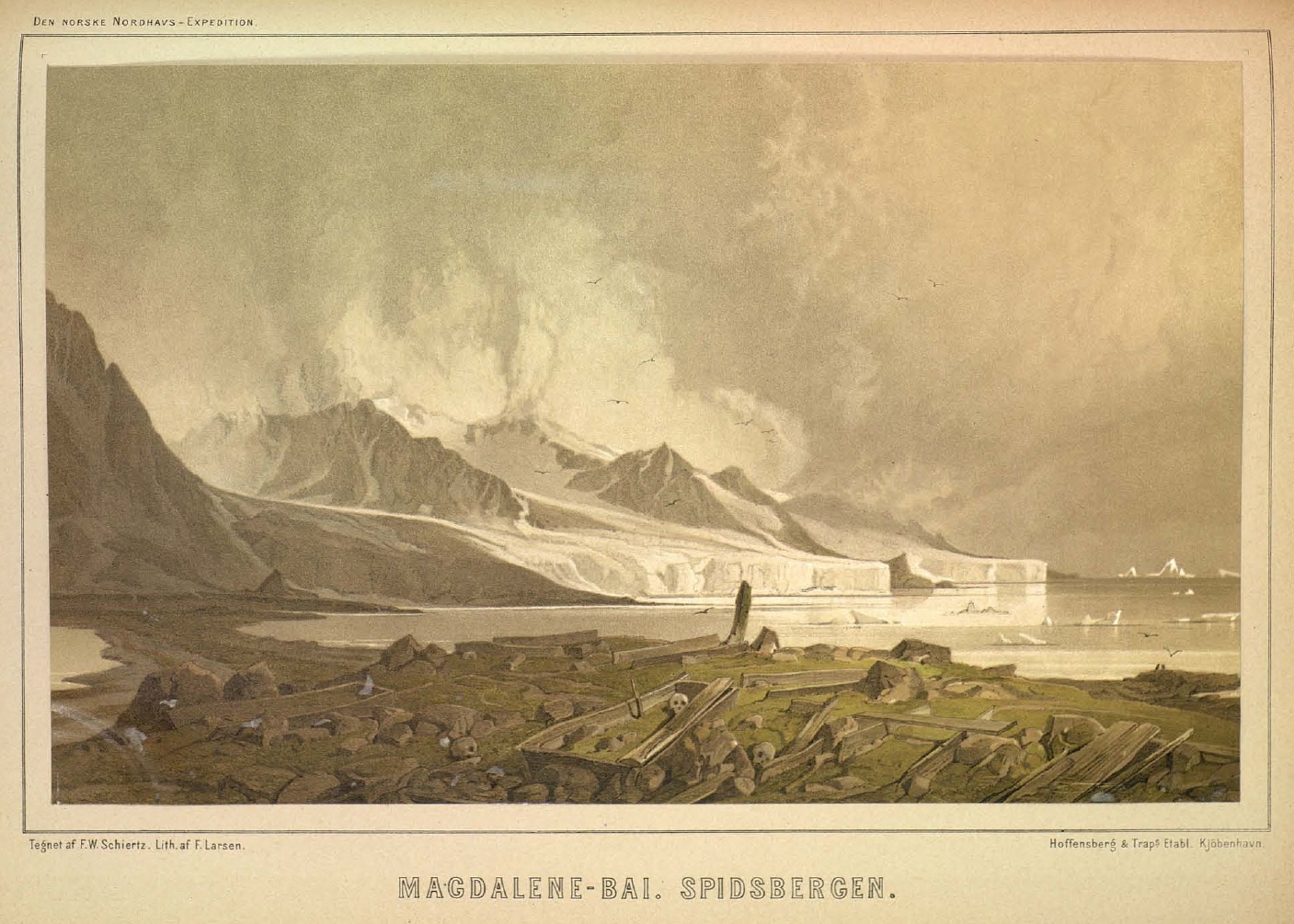
F. W. Schiertz: Magdalenefjord, Spitzbergen

Für das Jahr 1878 war die Erforschung der Gewässer zwischen dem 71. Breitengrad und der Nordspitze der Insel Spitzbergen geplant, also nichts weniger als eine Arktisexpedition. Um möglichen Problemen mit dem Packeis vorzubeugen, wurde der Beginn der Expedition auf Mitte Juni verschoben. Als das Schiff am 15. Juni in Bergen die Anker lichtete, verstärkte mit Ludvig Schmelck ein weiterer Chemiker die Gruppe der Wissenschaftler. Am 17. Juni streifte die Vøringen einen unter der Wasseroberfläche liegenden Felsen und verlor Teile ihres Kielschuhs. Da aber kein Leck entstanden war, und ein Taucher keine ernsten Schäden entdecken konnte, beschloss Kapitän Wille, die Reise unverzüglich fortzusetzen. Nach einigen Arbeiten im Vestfjord erreichte die Expedition am 20. Juni Tromsø, wo der Lotse Petter Bjørvik an Bord kam. Die Fahrt, während der wieder die Netze ausgebracht wurden, ging weiter nach Alta, wo Henrik Mohn die meteorologische Station besuchte. Vier Jahre später wählte er diesen Standort für die norwegische Forschungsstation im Rahmen des Ersten Internationalen Polarjahrs. Am 22. und 23. Juni ankerte die Vøringen in Hammerfest, wo frisches Wasser aufgenommen wurde. An den nächsten Tagen wurden der Porsanger- und der Tanafjord erforscht, bevor das Schiff am 25. Juni Vardø anlief. Zwei Tage später fuhr das Schiff in die Barentssee. Tiefenlotungen und Dredschzüge wurden hier durch einen Sturm behindert. In einem Bogen steuerte die Expedition die Bäreninsel an, wo sie im Südhafen vor Anker ging. Bei der nahen russischen Hütte hinterließ sie Post für die von Antonius de Bruijne (1842–1916) geleitete niederländische Arktisexpedition mit dem Schoner Willem Barents. Die Zeit bis zum Nachmittag wurde genutzt, um Vögel zu schießen, botanische und geologische Proben zu sammeln sowie die Höhe der höchsten Erhebung der Insel, des Miseryfjellet, trigonometrisch zu vermessen. Die nächsten Tage wurden mit Tiefenlotungen westlich und südlich der Insel verbracht. Am 8. Juli lief die Vøringen erneut Hammerfest an. Hier wurde sie auf ein weiteres Vordringen in den Norden vorbereitet, während in Fuglenes in der Nähe des Meridiansteins, der das Ende des Struve-Bogens markiert, magnetische und astronomische Beobachtungen angestellt wurden. Ab dem 13. Juli vermaß sie ein weiteres Tiefenprofil in westlicher Richtung, schwenkte am 17., als das erste Eis des Ostgrönlandstroms gesichtet wurde, nach Norden und setzte die Fahrt am 75. Breitengrad in östlicher Richtung bis zur Bäreninsel fort, wo sie in einen schweren Sturm geriet. Bis zum 25. Juli kehrte das Schiff nach Hammerfest zurück. Dabei war es in der Nacht nur wenige Meilen an der vor Måsøy ankernden Vega vorbeigefahren, mit der Adolf Erik Nordenskiöld sich anschickte, als Erster die Nordostpassage zu durchfahren. Am 31. Juli war die Vøringen wieder an der Bäreninsel und geriet erneut in einen Sturm. Am nächsten Tag beruhigte sich das Wetter, sodass die Wissenschaftler an Land gehen konnten. Auf dem Weg zum Südkap Spitzbergens machte die Expedition unter häufigem Ausloten der Meerestiefe einen Bogen nach Westen. Am Kap angekommen wurde im Storfjord gedredscht und ab dem 7. August das nächste Profile Richtung Westen zwischen dem 76. und 77. nördlichen Breitengrad vermessen, bis bei einem halben Grad westlicher Länge die Eiskante erreicht wurde. Beim Dredschen an dieser Stelle gingen das Schleppnetz und 4000 m Seil verloren. Das Schiff drang an der Eiskante bis 77° 50′ N nach Norden vor und steuerte anschließend wieder nach Osten. Vor dem Eingang zum Isfjord schwenkte es wieder nach Nordwesten und schließlich nach Norden, bis es am 14. August am 80. Breitengrad wieder auf Packeis stieß. Nachdem auch hier die Tiefe vermessen und das Schleppnetz ausgebracht worden war, wandte sich die Vøringen nach Osten und steuerte die Nordvestøyane an, eine Inselgruppe vor der Nordwestküste Spitzbergens. Durch den Smeerenburgfjord fuhr das Schiff nun südwärts an Amsterdamøya und Danskøya vorbei und durch das Sørgattet wieder in die offene See. Am 17. August ankerte die Vøringen östlich der Gräberhalbinsel im Magdalenefjord. Hier wurde am Grund in etwas über 100 m Tiefe, mit −2 °C die tiefste Wassertemperatur während der gesamten Expedition gemessen. Ein Dredschzug im Fjord brachte reiche Beute ein. Prins Karls Forland umfahrend erreichte die Vøringen am 19. August den Isfjord, wo die Wissenschaftler noch einmal ausschwärmten, während die Marineoffiziere mit Kartierungsarbeiten beschäftigt waren. Am 23. August wurde die Heimreise über Tromsø nach Bergen angetreten, wo die meisten Wissenschaftler am 4. September von Bord gingen. Mohn, Sars und Schmelck fuhren weiter bis Christiania, wo die Reise am 9. September endete.

## Wissenschaftliche Arbeiten und Ergebnisse

### Umfang der Forschungsarbeiten

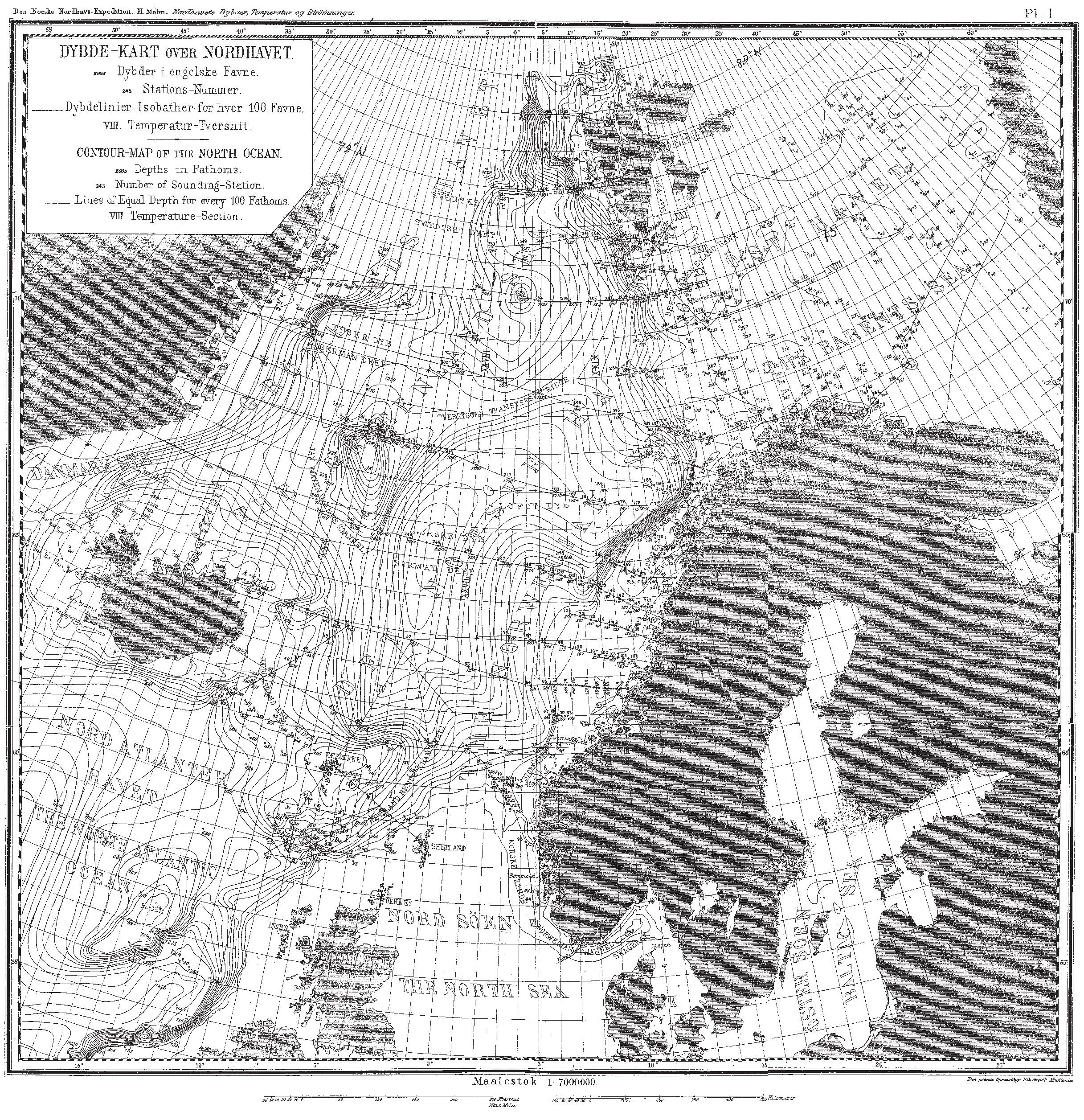
Mohns Tiefenkarte des Nordatlantiks von 1887

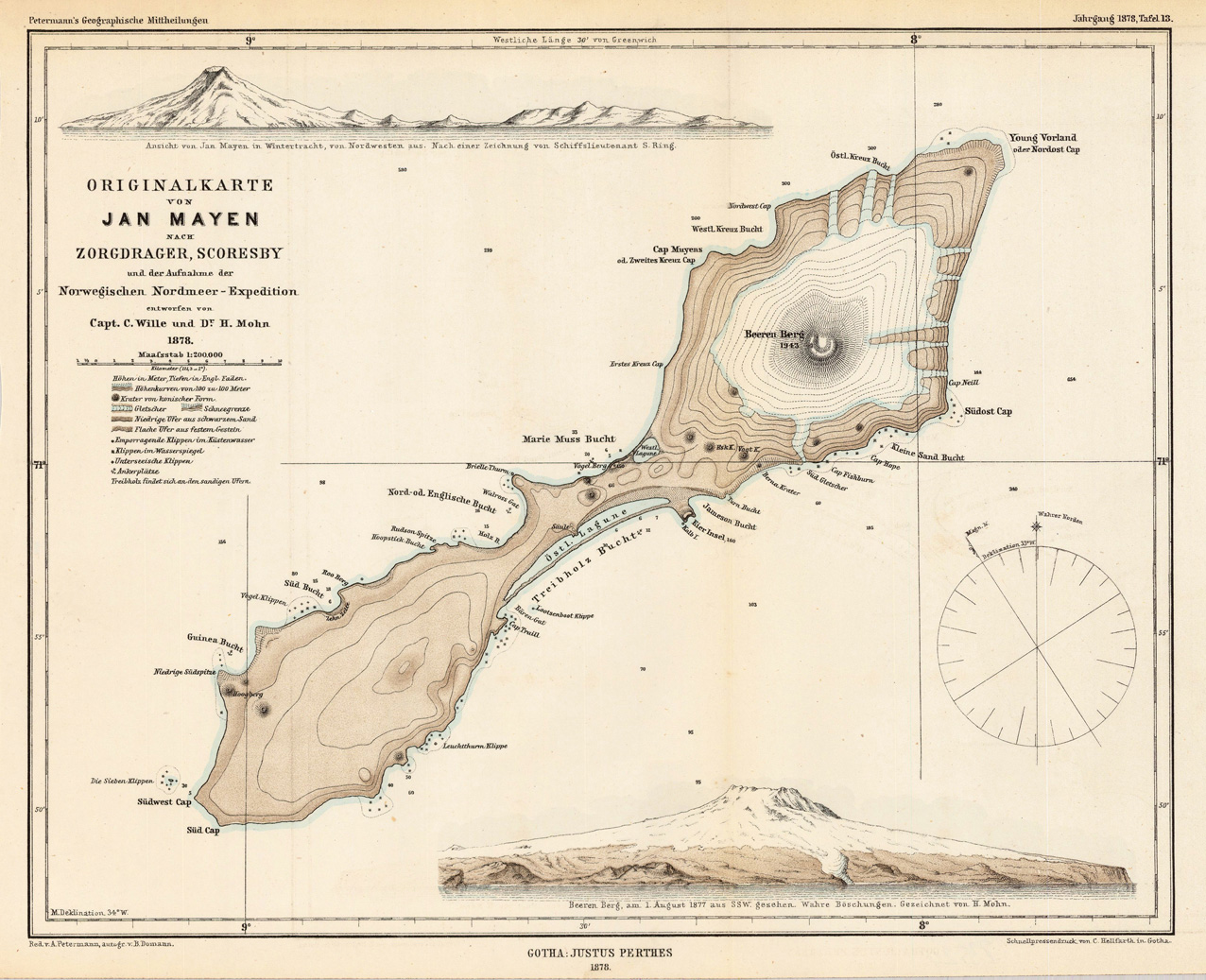
Nach der Nordmeerexpedition von Wille und Mohn 1878 erstellte Karte Jan Mayens

Die Nordmeerexpedition bewältigte ein beeindruckendes Arbeitsprogramm. An 375 Stationen, die ein loses Netz über das gesamte Europäische Nordmeer spannen, wurden die Meerestiefe ausgelotet sowie Proben des Bodensediments gehoben. Allein in den beiden letzten Jahren wurde das Grundschleppnetz (Dredsche) 42 Mal ausgebracht und das pelagische Netz (Trawl) 33 Mal. 1877 und 1878 wurden 94 Temperaturprofile des Meerwassers in verschiedenen Tiefen gemessen. Regelmäßig wurden Proben des Meereswassers chemisch analysiert. Ergänzt wurde das Programm durch astronomische und erdmagnetische Untersuchungen sowie regelmäßige Wetterbeobachtungen. Die Sichtung und Beschreibung des gesammelten Materials beschäftigte die beteiligten Wissenschaftler über 20 Jahre.

### Geographie
Die Tiefenlotungen führten zu einer groben Aufklärung der topografischen Gestalt des Meeresbodens im Bereich des Europäischen Nordmeers. Besonderes Gewicht wurde dabei auf den norwegischen Festlandsockel gelegt. Unter Einbeziehung der Messungen anderer Expeditionen, wie der Zweiten Deutschen Nordpolar-Expedition von 1869–1870, der deutschen Pommerania-Expedition von 1871 und 1872 sowie britischen, dänischen, österreichisch-ungarischen, niederländischen und russischen Expeditionen, erstellte Henrik Mohn 1887 eine bathymetrische Karte des Nordatlantiks. Das Europäische Nordmeer stellt sich jenseits der Festlandsockel aus zwei Becken bestehend dar, die durch einen Rücken getrennt sind. Mohn nennt ihn den Transversalen Rücken. Heute trägt er als Teil des Mittelatlantischen Rückens die Bezeichnung Mohn-Rücken.
Die Expedition trug auch zur geographischen Erkundung und Kartierung der arktischen Inseln Jan Mayen und Spitzbergen bei. Von Jan Mayen wurde − basierend auf einer älteren Karte von William Scoresby – eine neue erstellt, auf der eine Anzahl geographischer Objekte nach den Mitgliedern der Expedition und nach dem Expeditionsschiff (z. B. Danielssenkrater, Frielegletscher, Schmelcktal, Vøringenkrater) oder nach Persönlichkeiten der Polarforschung (z. B. Weyprecht-Gletscher) benannt sind. Die Position der Insel wurde dabei um neun Meilen nach Westen versetzt. Auf Spitzbergen wurde der Adventfjord vermessen und kartiert, an dem später dessen größter Ort, Longyearbyen, errichtet wurde. Auch im Spitzbergen-Archipel erinnern heute einige Namen an die Nordmeerexpedition.

### Ozeanographie
Auf der Grundlage der während der Expedition gemessenen hydrographischen Daten und meteorologischen Messwerten an der norwegischen und isländischen Küste entwickelte Mohn ein physikalisches Modell für die Strömungsverhältnisse im Europäischen Nordmeer. Als Triebkraft der Strömungen sah er die vorherrschenden Windverhältnisse und Dichteunterschiede im Meer, hervorgerufen durch Temperatur- und Salinitätsdifferenzen. In sein Modell bezog er auch den Einfluss der Erdrotation mit ein. Dadurch, dass er seine Berechnungen für verschiedene Tiefen durchführte, erfasste er nicht nur die Oberflächen-, sondern auch die Tiefenströmungen. Die Ergebnisse seines fortgeschrittenen theoretischen Ansatzes litten jedoch unter den primitiven Messinstrumenten seiner Zeit.

### Zoologie
Die Expedition war erfolgreich in der Klärung der für die norwegische Fischereiwirtschaft wichtigen Frage, woher der regelmäßig an den Küsten erscheinende Kabeljau denn käme. Der 1878 vor der Küste Spitzbergens gefangene Lachs enthielt weder Rogen noch Milch, obwohl die Tiere sehr groß waren. Es fanden sich weder Eier noch Larven des Fischs. Sars schlussfolgerte, dass es diese Fischbestände waren, die im Winter zum Laichen an die norwegische Küste kamen. Es gelang ihm, eine Karte der Laichzüge des Kabeljaus im östlichen Nordatlantik und in der westlichen Barentssee zu erstellen. Auch bezüglich des norwegischen Herings konnte Sars im Anschluss an die Nordmeerexpedition eine weitgehend korrekte Beschreibung seines Lebenszyklus geben.
Die Vøringen-Expedition nahm darüber hinaus eine sorgfältige Bestandsaufnahme der Tiefseefauna des Europäischen Nordmeers vor. Insgesamt wurden etwa 300 neue Arten beschrieben. Sie ergänzte damit auch die Ergebnisse der Challenger-Expedition, die diesen Teil der Weltmeere nicht befuhr.

### Publikation der wissenschaftlichen Ergebnisse
Die Ergebnisse der Expedition wurden zwischen 1880 und 1901 unter dem Titel Den Norske Nordhavs-Expedition 1876–1878 in sieben Bänden beim Verlag Grøndahl in Christiania publiziert. Der Text ist jeweils zweisprachig auf Norwegisch und Englisch gehalten. An der Bearbeitung der biologischen Befunde beteiligten sich neben den Expeditionsteilnehmern die Zoologen Robert Collett (1842–1913), Johan Koren, Gerhard Armauer Hansen, James Alexanderssøn Grieg (1861–1936), Hartvig Huitfeldt-Kaas (1867–1941), Johan Aschehoug Kiær (1869–1931), Kristine Bonnevie, Johan Hjort und Ole Nordgaard (1862–1931) sowie der Botaniker Haaken Hasberg Gran (1870–1955).
1. Band (1882) (Textarchiv – Internet Archive):
- Carl Fredrik Wille: Historical Account.
- Carl Fredrik Wille: The Apparatus, and how used.
- Henrik Mohn: Astronomical Observations.
- Carl Fredrik Wille: Magnetival Observations.
- Henrik Mohn: Geography and Natural History.
- David Hercules Tornøe: Chemistry. 1. On the Air in Sea-water, 2. On the Carbonic Acid in Sea-water, 3. On the Amount of Salt in the Water of the Norwegian Sea.
- Ludvig Schmelck: Chemistry. 1. On the Solid Matter in Sea-water, 2. On Oceanic Deposits.

2. Band (1887):
- Henrik Mohn: Meteorology (Textarchiv – Internet Archive).
- Henrik Mohn: The North-Ocean, Its Depth, Temperature and Circulation (nb.no).

3. Band (1886) (Textarchiv – Internet Archive):
- Robert Collett: Zoology, Fishes.
- Gerhard Armauer Hansen: Zoology, Annelida.
- Gerhard Armauer Hansen: Zoology, Spongiadæ.
- Herman Friele: Zoology, Mollusca I, Buccinidae.
- Herman Friele: Zoology, Mollusca II.

4. Band (1884) (Textarchiv – Internet Archive):
- Daniel Cornelius Danielssen, Johan Koren: Zoology, Gephyrea.
- Daniel Cornelius Danielssen, Johan Koren: Zoology, Holithurioidea.
- Daniel Cornelius Danielssen, Johan Koren: Zoology, Asteroidea.
- Daniel Cornelius Danielssen, Johan Koren: Zoology, Pennatulida.

5. Band (1893) (Textarchiv – Internet Archive):
- Daniel Cornelius Danielssen: Zoology, Alcyonida.
- Daniel Cornelius Danielssen: Zoology, Actinida.
- Daniel Cornelius Danielssen: Zoology, Crinoida.
- Daniel Cornelius Danielssen: Zoology, Echinida.
- James Alexanderssøn Grieg: Zoology, Ophiuroidea.

6. Band (1891) (Textarchiv – Internet Archive):
- Georg Ossian Sars: Zoology, Crustacea I.
- Georg Ossian Sars: Zoology, Crustacea II.
- Georg Ossian Sars: Zoology, Pycnogonidea.

7. Band (1901) (Textarchiv – Internet Archive):
- Hartvig Huitfeldt-Kaas, Kristine Bonnevie, Hans Kiær, Johan Hjort: Zoology, Tunicata.
- Kristine Bonnevie: Zoology, Hydroida.
- Ole Nordgaard: Zoology, Polyzoa.
- Hans Kiær: Zoology, Thalamophora.
- Herman Friele, James Alexanderssøn Grieg: Zoology, Mollusca III.
- Haaken Hasberg Gran: Botany, Protophyta.